# Grand Prix Formule 1 van Groot-Brittannië 1976
De Grand Prix Formule 1 van Groot-Brittannië 1976 werd gehouden op 18 juli 1976 op Brands Hatch.

## Uitslag
| Positie | Nummer | Rijder             | Team               | Ronden | Tijd/Opgave       | Startplaats | Punten |
| ------- | ------ | ------------------ | ------------------ | ------ | ----------------- | ----------- | ------ |
| 1       | 1      | Niki Lauda         | Ferrari            | 76     | 1:44:19.66        | 1           | 9      |
| 2       | 3      | Jody Scheckter     | Tyrrell-Ford       | 76     | + 16.18           | 8           | 6      |
| 3       | 28     | John Watson        | Penske-Ford        | 75     | + 1 Ronde         | 11          | 4      |
| 4       | 16     | Tom Pryce          | Shadow-Ford        | 75     | + 1 Ronde         | 20          | 3      |
| 5       | 19     | Alan Jones         | Surtees-Ford       | 75     | + 1 Ronde         | 19          | 2      |
| 6       | 30     | Emerson Fittipaldi | Fittipaldi-Ford    | 74     | + 2 Ronden        | 21          | 1      |
| 7       | 24     | Harald Ertl        | Hesketh-Ford       | 73     | + 3 Ronden        | 23          |        |
| 8       | 8      | Carlos Pace        | Brabham-Alfa Romeo | 73     | + 3 Ronden        | 16          |        |
| 9       | 17     | Jean-Pierre Jarier | Shadow-Ford        | 70     | + 6 Ronden        | 24          |        |
| DNF     | 6      | Gunnar Nilsson     | Lotus-Ford         | 67     | Motor             | 14          |        |
| DNF     | 10     | Ronnie Peterson    | March-Ford         | 60     | Benzinesysteem    | 7           |        |
| DNF     | 18     | Brett Lunger       | Surtees-Ford       | 55     | Versnellingsbak   | 18          |        |
| DNF     | 4      | Patrick Depailler  | Tyrrell-Ford       | 47     | Motor             | 5           |        |
| DNF     | 7      | Carlos Reutemann   | Brabham-Alfa Romeo | 46     | Oliedruk          | 15          |        |
| DNF     | 35     | Arturo Merzario    | March-Ford         | 39     | Motor             | 9           |        |
| DNF     | 32     | Bob Evans          | Brabham-Ford       | 24     | Versnellingsbak   | 22          |        |
| DNF     | 9      | Vittorio Brambilla | March-Ford         | 22     | Ongeluk           | 10          |        |
| DNF     | 38     | Henri Pescarolo    | Surtees-Ford       | 16     | Benzinesysteem    | 26          |        |
| DNF     | 22     | Chris Amon         | Ensign-Ford        | 8      | Waterlek          | 6           |        |
| DNF     | 5      | Mario Andretti     | Lotus-Ford         | 4      | Ontsteking        | 3           |        |
| DNF     | 12     | Jochen Mass        | McLaren-Ford       | 1      | Koppeling         | 12          |        |
| DNF     | 34     | Hans Joachim Stuck | March-Ford         | 0      | Ongeluk           | 17          |        |
| DNF     | 25     | Guy Edwards        | Hesketh-Ford       | 0      | Ongeluk           | 25          |        |
| DSQ     | 11     | James Hunt         | McLaren-Ford       | 76     | Gediskwalificeerd | 2           |        |
| DSQ     | 2      | Clay Regazzoni     | Ferrari            | 36     | Oliedruk          | 4           |        |
| DSQ     | 26     | Jacques Laffite    | Ligier-Matra       | 31     | Ophanging         | 13          |        |
| DNQ     | 20     | Jacky Ickx         | Wolf-Ford          |        |                   |             |        |
| DNQ     | 13     | Divina Galica      | Surtees-Ford       |        |                   |             |        |
| DNQ     | 40     | Mike Wilds         | Shadow-Ford        |        |                   |             |        |
| DNQ     | 33     | Lella Lombardi     | Brabham-Ford       |        |                   |             |        |

## Wetenswaardigheden
- James Hunt, Jacques Laffite en Clay Regazzoni werden gediskwalificeerd omwille van technische onregelmatigheden.

## Statistieken
| Pole-position | Niki Lauda | Ferrari | 1:19.35 |
| Snelste ronde | Niki Lauda | Ferrari | 1:19.91 |

## Noot
- Dit was het debuut van de Britse coureur Divina Galica - de derde vrouw in de Formule 1 na Maria Teresa de Filippis en Lella Lombardi.

1926 · 1927 · 1948 · 1949 · 1950 · 1951 · 1952 · 1953 · 1954 · 1955 · 1956 · 1957 · 1958 · 1959 · 1960 · 1961 · 1962 · 1963 · 1964 · 1965 · 1966 · 1967 · 1968 · 1969 · 1970 · 1971 · 1972 · 1973 · 1974 · 1975 · 1976 · 1977 · 1978 · 1979 · 1980 · 1981 · 1982 · 1983 · 1984 · 1985 · 1986 · 1987 · 1988 · 1989 · 1990 · 1991 · 1992 · 1993 · 1994 · 1995 · 1996 · 1997 · 1998 · 1999 · 2000 · 2001 · 2002 · 2003 · 2004 · 2005 · 2006 · 2007 · 2008 · 2009 · 2010 · 2011 · 2012 · 2013 · 2014 · 2015 · 2016 · 2017 · 2018 · 2019 · 2020 · 2021 · 2022 · 2023 · 2024 · 2025 · 2026 · 2027 · 2028 · 2029 · 2030 · 2031 · 2032 · 2033 · 2034